# Jezero Berovo
Jezero Berovo (makedonsky Беровско Езеро) je umělé jezero, které vzniklo po výstavbě přehrady na řece Klepalska reka v pohoří Malešev na východě Severní Makedonie. Nachází se asi 6 km jihovýchodně od města Berovo. 

## Popis
Přehrada byla postavena v roce 1970. Byla vybudována za účelem zajištění dostatku pitné vody pro blízká města Berovo a Pehčevo. 
Hráz přehrady je vysoká 60 metrů. Jezero je dlouhé asi 2,5 km, největší šířka je asi 350 m a vodní plocha je asi 0,75 km². Hloubka je 58 m. Hladina jezera je v nadmořské výšce kolem 990 m. Jezero je obklopeno smíšeným listnatým a jehličnatým lesem.

## Turistika
Díky výhodné poloze, čisté a nedotčené přírodě bylo podél jezera vybudováno velké množství turistických zařízení. Největší je turistický komplex „Maleshevo“.

## Galerie

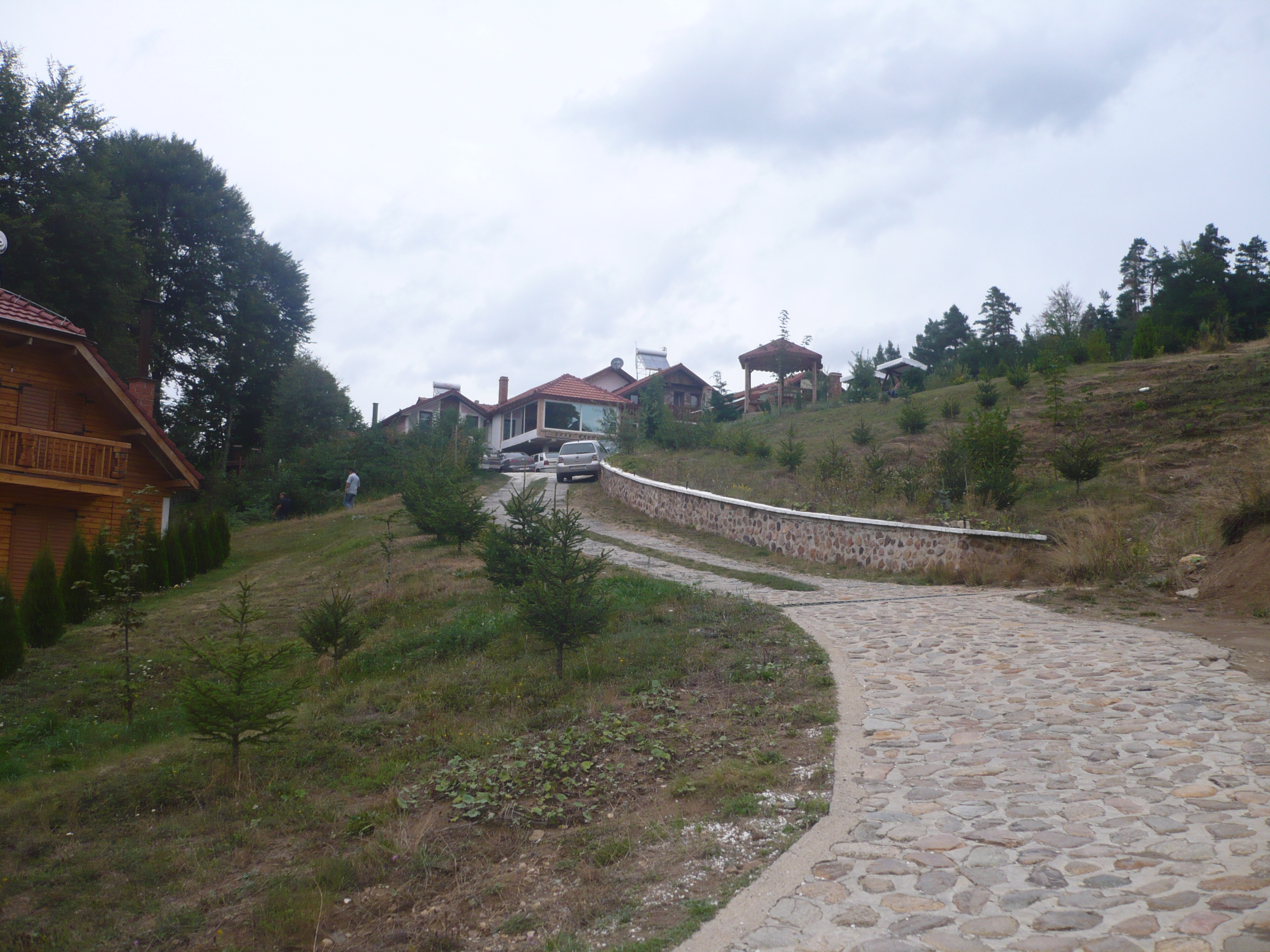
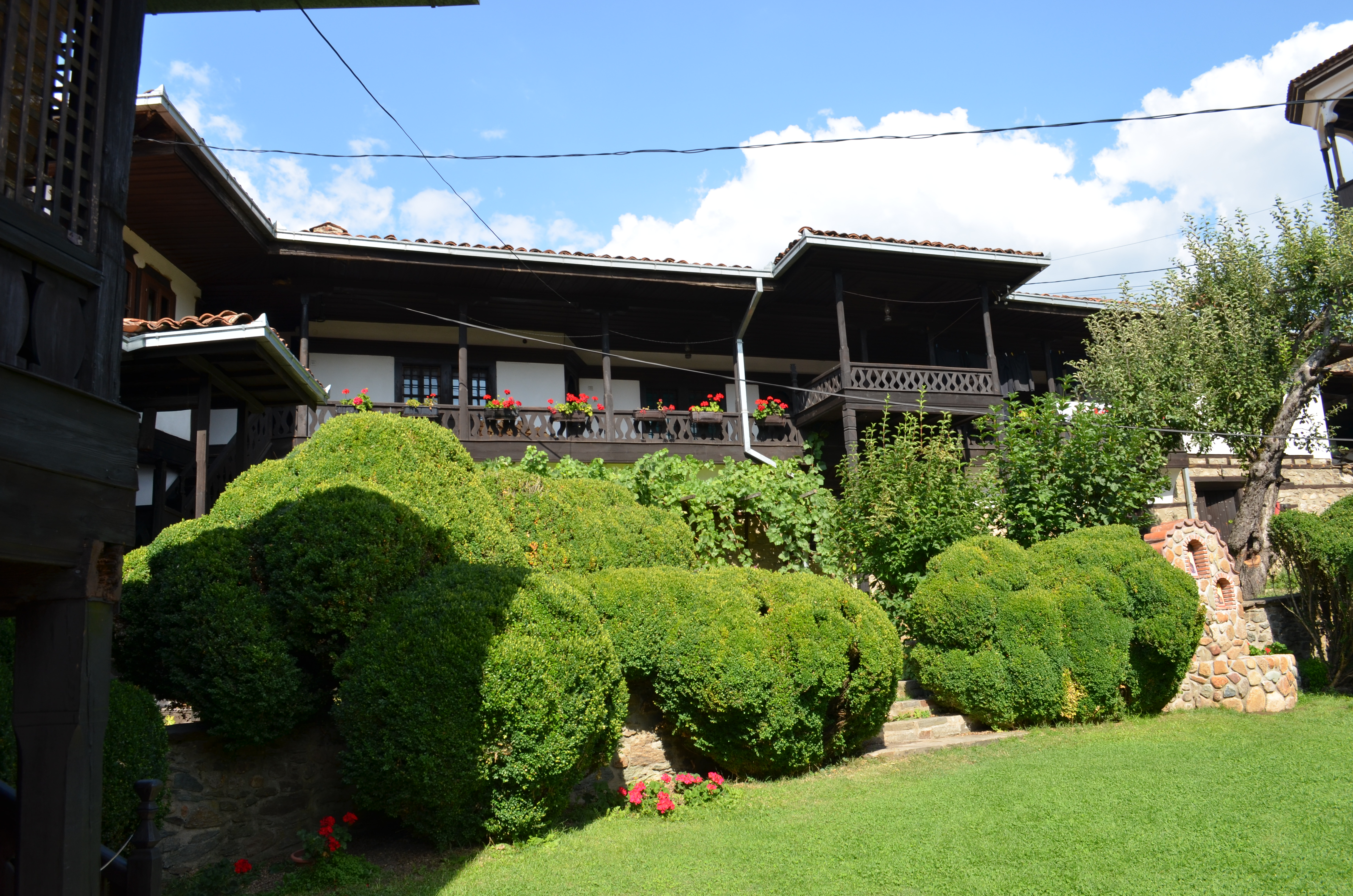
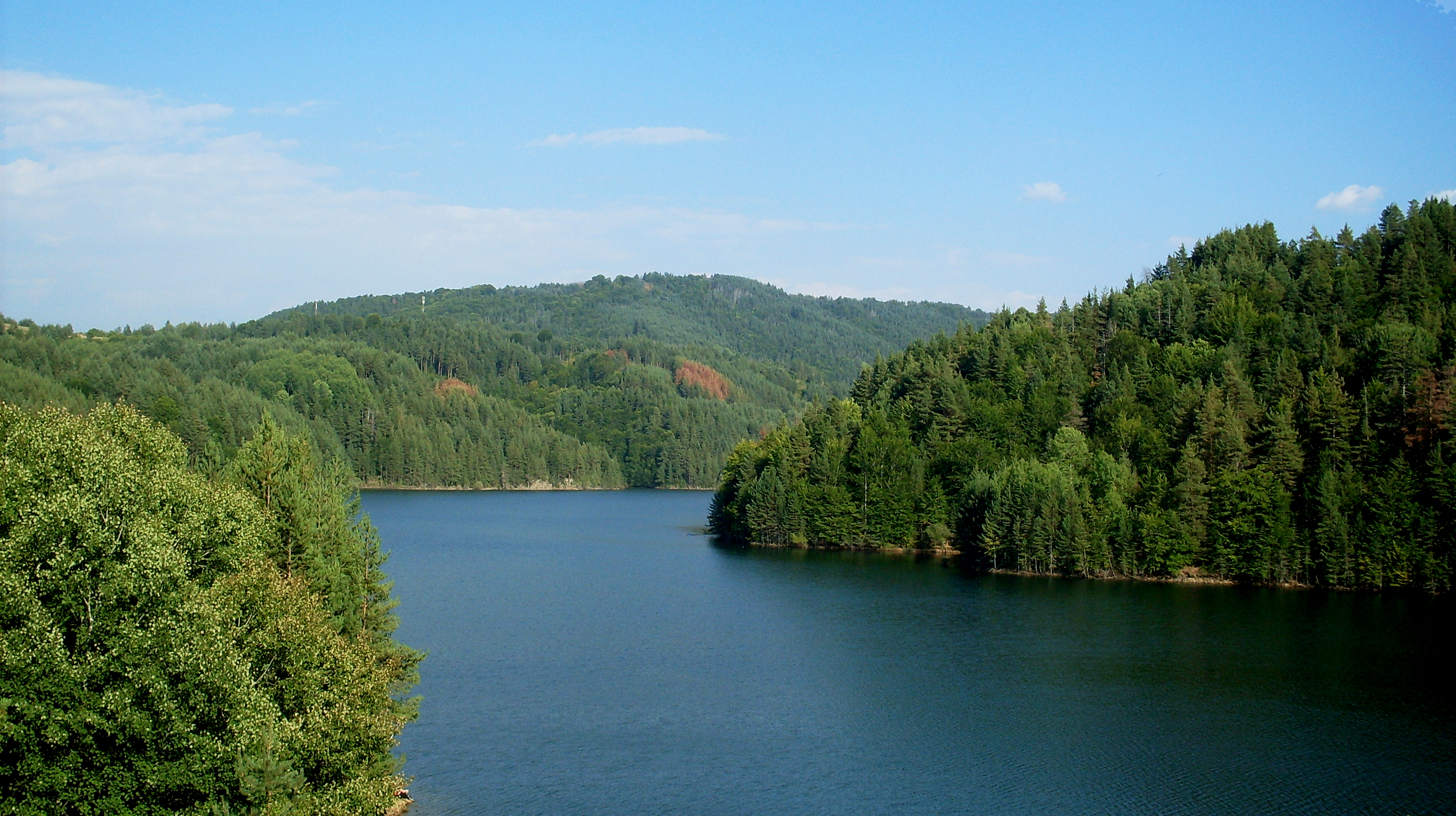